# Иллука (волость)
Иллука (эст. Illuka) — бывшая волость в Эстонии.

## Положение
Площадь волости — 517 км², численность населения на 1 января 2015 года составляло 920 человек.
Административный центр посёлок Иллука. Также на территории волости находится 19 деревень: Агусалу, Вазавере, Иллука, Каатерму, Кайдма, Камарна, Кароли, Куремяэ, Кивинымме, Консу, Кунингакюла, Куртна, Охаквере, Онгассааре, Пермискюла, Пухату, Раусвере, Эдивере, Яама.

## Достопримечательности
- Пюхтицкий монастырь
- Куртнаские озёра
- Здание мызы Иллука
- Первозданная долина реки Поруни
- Дендрарий Кынну